# Zenodorus orbiculatus
Zenodorus orbiculatus är en spindelart som först beskrevs av Eugen von Keyserling 1881.  Zenodorus orbiculatus ingår i släktet Zenodorus och familjen hoppspindlar. Inga underarter finns listade i Catalogue of Life.